# الجيش اللوكسومبورغي
الجيش لوكسمبورغ هو الجيش الوطني لوكسمبورغ. لوكسمبورغ لا يوجد لديه سلاح البحرية، كما أن البلاد غير الساحلية، أو القوة الجوية، على الرغم من أنها لا نملك طائرات. وكان جيش متكامل لوكسمبورغ في Publique القوة (القوة العامة) التي اشتملت على قوات الدرك والشرطة. تم دمج الدرك في الشرطة الدوقية الكبرى في عام 2000. كان الجيش قوة المتطوعين للجميع منذ عام 1967. [2] ويبلغ قوامها الحالي ما يقرب من 450 جنديا المهنية، و340 من المدنيين والمجندين النشر 100، ومجموع الميزانية من 369 مليون دولار، أو 0.9 ٪ من الناتج المحلي الإجمالي.
الجيش تحت سيطرة مدنية. قائد أعلى للقوات المسلحة هو الدوق الأكبر. رئيس المهنية في الجيش هو رئيس هيئة الدفاع، في الوقت الراهن غاستون Reinig. يجيب وزير للدفاع المدني في الحكومة المدنية، في الوقت الراهن جان ماري Halsdorf، في وزارة الشؤون الخارجية والهجرة. الدوق الأكبر ورئيس الدفاع وجنرالات فقط، مع العقداء منصب نائب وزير الدفاع ورئيس مركز التدريب العسكري.
وقد شارك في لوكسمبورغ الفيلق الأوروبي منذ عام 1994، وقد ساهمت بقوات في قوة الأمم المتحدة والبعثات المتعددة الجنسيات في يوغوسلافيا السابقة، وتشارك مع وحدة صغيرة في مهمة القوة الحالية حلف الأطلسي في البوسنة والهرسك. تم دمج الجيش لوكسمبورغ في قوة متعددة الجنسيات تحت قيادة بيلوجا البلجيكية. وقد تم نشر القوات لوكسمبورغ أيضا إلى أفغانستان لدعم القوة الدولية. وقد دعمت ماليا لوكسمبورغ بعثات حفظ السلام الدولية خلال حرب الخليج عام 1991، في رواندا، وفي الآونة الأخيرة، وألبانيا. الجيش كما شاركت في بعثات الإغاثة الإنسانية مثل إقامة مخيمات للاجئين للأكراد، وتوفير إمدادات الطوارئ إلى ألبانيا.

## التاريخ

### ميليشيا (1817-1881)
وكانت الأحكام الرئيسية التي في 8 كانون الثاني 1817، والدوق الأكبر من لوكسمبورغ، ويليام الأول نشر القانون الدستوري الذي يحكم تنظيم الميليشيا، ليظل ساريا حتى ألغي ميليشيا في عام 1881. حتى عام 1840، خدم في لوكسمبورغ الميليشيات وحدات من الجيش الملكي الهولندي. في عام 1839 وليام أصبحت طرفا في معاهدة لندن. وفقا لأحكام المعاهدة، لوكسمبورغ، ودوقية ليمبورغ التي شكلت حديثا، كان مطلوبا معا وكلاهما عضو في الاتحاد الجرماني، لتوفير الوحدات الاتحادية وزعت بين كتيبة المشاة الخفيفة في Echternach لتحصين، وهو سرب في سلاح الفرسان ديكيرش، والمدفعية مفرزة في Ettelbruck. في 1846 تم فصل الخيالة ووحدات المدفعية حيث حلت والمملوكة من قبل الوحدة لوكسمبورغ ليمبورغ. الآن تم إنشاء كتيبتين مشاة الخفيفة، والكتيبة الأولى في Echternach لوالثانية في ديكيرش، واثنين من الشركات الاحتياطي وشركة المستودع. في عام 1866، أدت الحرب البروسية النمساوية في تفكك الاتحاد الجرمانية وأعلنت لوكسمبورغ محايد إلى الأبد. تأسست منظمة عسكرية جديدة في عام 1867 مع اثنين من كتائب المعروف باسم قصر Chasseurs فيلق كسمبرغ. في عام 1868 أصبحت الفرقة كتيبة المشاة الخفيفة من 4 شركات. يوم 16 فبراير 1881، تم حل كتيبة المشاة الخفيفة مع إلغاء نظام الميليشيات مقرا لها.

### فيلق الدرك قصر آخرون المتطوعين
يوم 16 فبراير 1881 أنشأ فيلق المتطوعين قصر الدرك وآخرون (الدرك وقوات المتطوعين). فيلق يضم شركتين، وهي شركة من رجال الدرك وشركة للمتطوعين. في عام 1939 تم تأسيس فريق من المتطوعين ومساعدة المرفقة للشركة للمتطوعين. استمرت بعد احتلال ألمانيا في لوكسمبورغ من قبل 10 مايو 1940، لتجنيد متطوعين من الشركة حتى 4 ديسمبر 1940 عندما تم نقلها إلى فايمار في ألمانيا لتدريبهم على الشرطة الألمانية.

### بطارية لوكسمبورغ
قدمت حكومة لوكسمبورغ في المنفى في لندن ليتم تعيين اتفاقات لمجموعة من المتطوعين لوكسمبورغ سبعين إلى عام 1944 «مجموعة المدفعية» في لواء المشاة البلجيكي 1 (المعروف أيضا باسم لواء بيرون). وكان عدد من هذه القوات اللكسمبورجية حاربوا في شمال أفريقيا في الفرقة الأجنبية الفرنسية. سقطت وحدة لوكسمبورغ في النورماندي في 6 أغسطس 1944. كان 'لوكسمبورغ البطارية' حدث مدفعية القوات مجهزة بأربعة مدافع الهاوتزر الذخائر QF باوندر 25. اختير المدافع لوكسمبورغ بعد اليزابيث الأميرات، الأميرة ماري اديلايد، الأميرة ماري وغابرييل أليكس الأميرة.

### في مرحلة ما بعد التحرير لوكسمبورغ الجيش
في عام 1944 أدخلت الخدمة العسكرية الإلزامية. في عام 1945، سلاح دو لا غارد جراند دوكالي (الدوقية الكبرى الحرس)، تحصين في ثكنات سانت الروح في مدينة لوكسمبورغ و1 و2 كتائب المشاة وأنشئت، واحدة في Walferdange والآخر في Dudelange. تولى الجيش تهمة لوكسمبورغ لجزء من منطقة الاحتلال الفرنسي في ألمانيا، والكتيبة 2 احتلال جزء من حي Bitburg ومفرزة من الجزء 1 من الكتيبة حي Saarburg. وظلت الكتيبة 2 في Bitburg حتى عام 1955. لوكسمبورغ وقعت على معاهدة بروكسل في اذار 1948 ثم حلف شمال الأطلسي في عام 1949. في عام 1951 تم نقل الحرس الدوقية الكبرى لWalferdange ومتكاملة مع الفرق قصر Commandement. وكان الحرس الدوقية الكبرى وحدات خاصة للاستطلاع، والحرب المضادة للطائرات والاستطلاع radiac. من عام 1955 تم تنظيم الحرس في مقر الشركة، وهي الفصيلة حامية، وهي شركة الاستطلاع وشركات التدريب اثنين. في عام 1959 تم حل Commandement قصر الفرق ومتكاملة للحرس الدوقية الكبرى في Territoire دو Commandement (القيادة الإقليمية). خفضت المؤسسة إلى شركة واحدة، ومدرسة تدريب الرقباء "والفصيلة الأسلحة. في عام 1960 أعيد تنظيم جديد للحرس الدوقية الكبرى إلى أربعة فصائل تجميع مؤقتا إلى التدخل ومفارز التعزيز. في عام 1964 تم تنظيم الحرس الدوقية الكبرى في المقر الرئيسي، فصائل الثلاثة، فصيلة تعزيز ومدرسة ضباط الصف. في 28 فبراير 1966 تم حلها رسميا الحرس الدوقية الكبرى.

### الحرب الكورية
في عام 1950 قرر ستة عشر بلدا، بما في ذلك لوكسمبورغ، لارسال قوات مسلحة لمساعدة جمهورية كوريا. تأسست الفرقة في لوكسمبورغ "البلجيكي قيادة الأمم المتحدة" أو "الكورية المتطوعين. وصلت الكتيبة البلجيكية اللكسمبورجية في كوريا في عام 1951 وجرى ضمه إلى فرقة المشاة الأمريكية 3. وقتل الجنود اثنين Luxemburger وأصيب 17 في الحرب. حلت الكتيبة البلجيكية اللكسمبورجية في عام 1955. الحرب الكورية ويمثل النزاع المسلح فقط لوكسمبورغ حيث شارك قوات.

### Groupement Tactique Régimentaire والقيادة الرئيسية
في عام 1954 تم تأسيس Tactique Groupement Régimentaire (GTR)، (المجموعة التكتيكية الفوج) كمساهمة لوكسمبورغ لحلف شمال الأطلسي ويتألف من ثلاث كتائب مشاة، وكتيبة مدفعية، وهي شركة للخدمات، وهي شركة طبية، وشركة النقل، وهي شركة الإشارات، وهو شركة المهندسين، وهي شركة مدافع هاون ثقيلة، وهي شركة الاستطلاع وشركة المقر.
بالإضافة إلى GTR، والجيش كما شملت الأوامر الرئيسية التي تضم المقر الرئيسي للشركة، وهي شركة من الشرطة العسكرية، وتحركات أي شركة مواصلات، وهي كتيبة الحرس ثابت، والكتيبة النقالة. تم حل GTR في عام 1959.

### كتيبة المدفعية 1
في عام 1961، وضعت كتيبة المدفعية 1 تحت تصرف حلف الناتو. كانت الكتيبة مع المنظمة، بطاريات بندقية كل ثلاث مع ستة مدافع هاوتزر 105 ملم الميدان (25 مدقة البنادق البريطانية تحويلها إلى عيار عيار 105 ملم) من كتيبة المدفعية GTR السابق، وهو المقر والبطارية بطارية الخدمة. في عام 1963، وقد أرفق كتيبة المشاة الأمريكية إلى الشعبة 8. في عام 1966 تم حل الحرس الدوقية الكبرى وtaskings لها ونقلها إلى يؤديها كتيبة المدفعية. تم حل كتيبة المدفعية 1 في عام 1967.

### 1 كتيبة المشاة
وألغى الخدمة العسكرية الإجبارية في عام 1967 وأنشئت كتيبة المشاة 1 تضم المقر والخدمات وحدة، واثنين من الشركات المشاة الميكانيكية وشركة الاستطلاع مع استطلاع تابعة لفصائل اثنين وفصيلة مضادة للدبابات. من عام 1968 فصاعدا تشكيلها جزءا من قوة حلف شمال الأطلسي موبايل ACE (الأرض) (صندوق النقد العربي (L)). في عام 1985 تم استبدال الكتيبة من قبل شركة المعزز لل، وهي شركة صندوق النقد العربي مع فصائل استطلاع تابعة لاثنين وفصيلة المضادة للدبابات، وفريق مراقبة الجوية إلى الأمام، عنصر دعم الوطنية للخدمات اللوجستية وعنصر الدعم الطبي. في عام 2002 تم حل صندوق النقد العربي (L).

## لوكسمبورغ منظمة الجيش

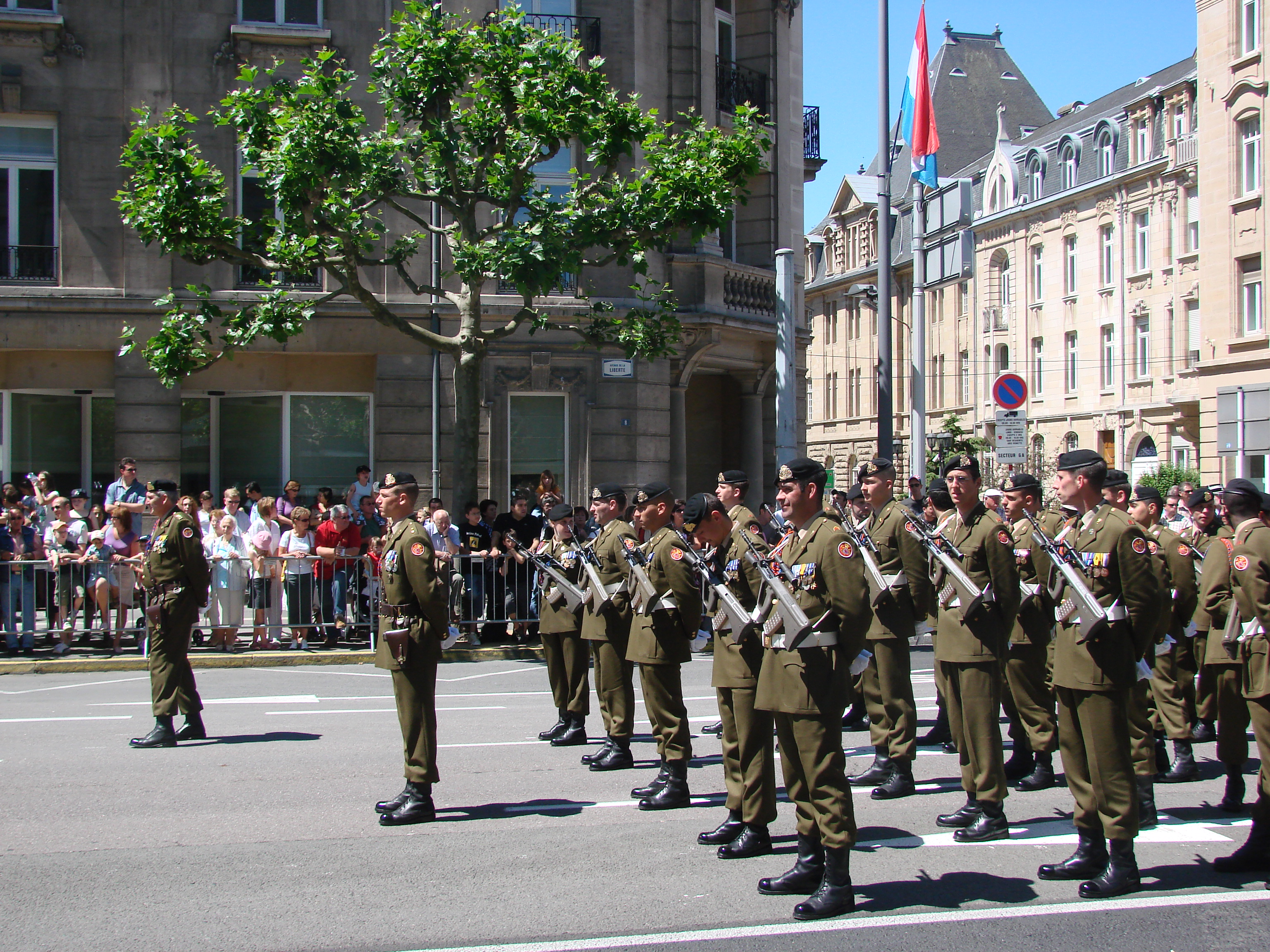
جنود اللكسمبرغية خلال يوم وطني.

جيش لوكسمبورغ أربعة تشكيلات قتالية الرئيسية التي تأتي في إطار السيطرة على Militaire المركز (مركز عسكري)، وتقع في ثكنة «Caserne غراند جان دوك» في بلدة ديكيرش.

### ألف COMPAGNIE
COMPAGNIE A هي الأولى من بندقية شركات البلدين وأنها تشكل الوحدة لوكسمبورغ الهيكل الأوروبي، وسوف تكون عادة دمجها في المساهمة البلجيكية خلال العمليات. على هذا النحو فإنه يشارك في مساهمة الفيلق الأوروبي "لقوة الرد التابعة للناتو (الشركة بأكملها)، والاتحاد الأوروبي القتالية (فصيلة واحدة). وتتكون الشركة من عنصر القيادة وفصائل استطلاع ثلاثة من أربعة أقسام كل قسم بالإضافة إلى الأوامر. وقد تم تجهيز كل قسم مع اثنين مدرعة مسلحة HMMWV M1114 بمسدس M2 0.50 آلة الاحمرار. المقطع الأمر وبالإضافة إلى الزوج لها من HMMWVs X40 شاحنة MAN.

### COMPAGNIE B
COMPAGNIE باء هي وحدة من الجيش التعليمية، وتقديم الدورات التعليمية المختلفة للأفراد لاتخاذ استعدادا للترقي. لحضور المدرسة L' DE L' Armee، يجب أن يكون الجندي قد لا يقل عن 18 شهرا من الخدمة. وتنقسم المدرسة إلى قسمين:
المستوى B -- وهذا هو مفتوح لجميع الجنود في نهاية الأشهر ال 18 الأولى من الخدمة. اتبع جنود مدة ستة أشهر فترات الدراسية في مواضيع عامة ومقرهما العسكرية قبل اتخاذ الامتحانات. عند الحصول على علامات النجاح 75 ٪، فإنها يمكن أن تنتقل إلى المستوى التالي.
المستوى ألف—المستوى A مفتوح للجنود الذين حققوا يمر المطلوبة في المستوى باء، أو الذين اكتسبوا ما يعادل في الحياة المدنية قبل التجنيد الخاصة بهم. لا أحد الجنود لمدة ستة أشهر فترة الدراسة في الموضوعات نفس المستوى باء، ولكن لفترة أطول كل أسبوع

### COMPAGNIE التعليمات Commandement آخرون
وCOMPAGNIE التدريس وآخرون Commandement الرئيسي هو وحدة التدريب العسكري للجيش لوكسمبورغ، مع التعليمات الواردة في:
الأساسية تجنيد
قيادة
تربية بدنية
الشركة مسؤولة أيضا عن قسم الجيش رياضة النخبة—وهذا هو لالرياضيين الذين يختارون الانضمام إلى الجيش. بعد تدريبهم الأساسي، فإنها تنضم إلى قسم النخبة كوت دي الرياضة DE L' Armée (SSEA).

### COMPAGNIE D
COMPAGNIE D هي الشركة بندقية الثانية—أنها قدمت مساهمة لوكسمبورغ لقوة حلف شمال الأطلسي موبايل ACE (الأرض) (المنحل في عام 2002) باعتبارها شركة الاستطلاع لوكسمبورغ. ويوجه المشاركة في لوكسمبورغ في مختلف الاتحاد الأوروبي والأمم المتحدة وحلف شمال الأطلسي من البعثات دال COMPAGNIE كشركة بندقية، فإنه يعكس COMPAGNIE ألف في التنظيم، مع وجود عنصر القيادة وفصائل استطلاع الثلاث.

## علامات وشارات
عموما (هناك، وهما غراند دوق يرتدي صابر وتاج وكوت الشيف الرئيسي الذي وقع، وهو يرتدي صابر ونجمة)

### علم الضباط
عموما (هناك، وهما غراند دوق يرتدي صابر وتاج وكوت الشيف الرئيسي الذي وقع، وهو يرتدي صابر ونجمة)

### الضباط
- عقيد (التاج والنجوم الثلاث)
- اللفتنانت كولونيل (التاج والنجوم اثنين)
- الرئيسية (تاج ونجمة)
- كابتن (ثلاث نجوم)
- ملازم أول (نجمتين)
- ملازم (نجمة واحدة)

### ضابط صف
ضابط صف (الشريط الأحمر والأصفر والأحمر)

### ضباط الصف
Adjudant لواء (ثلاث علامات الاقتباس الصفراء، واثنين من خطوط صفراء ودائرة صغيرة صفراء في الوسط)
- Adjudant رئيس (ثلاث علامات الاقتباس الأصفر واثنين من المشارب الأصفر)
- Adjudant (ثلاث علامات الاقتباس صفراء وواحدة الشريط الأصفر)
- رئيس - الرقيب (ثلاث علامات الاقتباس الصفراء)
- رقيب أول (اثنان الاقتباس الصفراء)
- رقيب (واحد أصفر شيفرون)

### عريف شهادة
- رئيس عريف أول (واحد أصفر شيفرون، وثلاث علامات الاقتباس أحمر واحد شريط أحمر)
- رئيس البدنية (واحد وثلاث علامات الاقتباس الصفراء الحمراء)
- أول البدنية (واحد واثنين الاقتباس الصفراء الحمراء)
- البدنية (واحد وواحدة صفراء شيفرون الحمراء)

### جنود متطوعين
رئيس الجندي الأول (ثلاث علامات الاقتباس الحمراء)
- رئيس الجندي (اثنان الاقتباس الحمراء)
- الجندي الأول (واحدة حمراء شيفرون)
- جندي (أي شارات)

## وظائف
الضابط: والذين أكملوا الدراسة الثانوية الخاصة بإدخال 13 اسبوعا والتدريب الأساسي في الجيش وضابط صف، وزيارة المدارس وبالتالي ضابط في الجيش لمدة 4 سنوات بعد (عادة في بروكسيل، بلجيكا)، قبل أن يصبح ملازم أول في لوكسمبورغ الجيش.
NCO : أولئك الذين أكملوا خمس سنوات من المدرسة الثانوية وعملت لمدة 3 سنوات على المدى كجندي الطوعية، لا على 9 أشهر في المرحلة المشاة إدارة التدريب التابعة للجيش البلجيكي في منطقتها، قبل أن يتحول إلى رقيب في لوكسمبورغ الجيش.
عريف الوظيفي: إن أولئك الذين لم يكملوا خمس سنوات من المدرسة الثانوية، وبعد 3 سنوات من الخدمة، وأصبحت مهنة عريف في الجيش لوكسمبورغ.

## معدات

### الأسلحة

Steyr AUG A1.

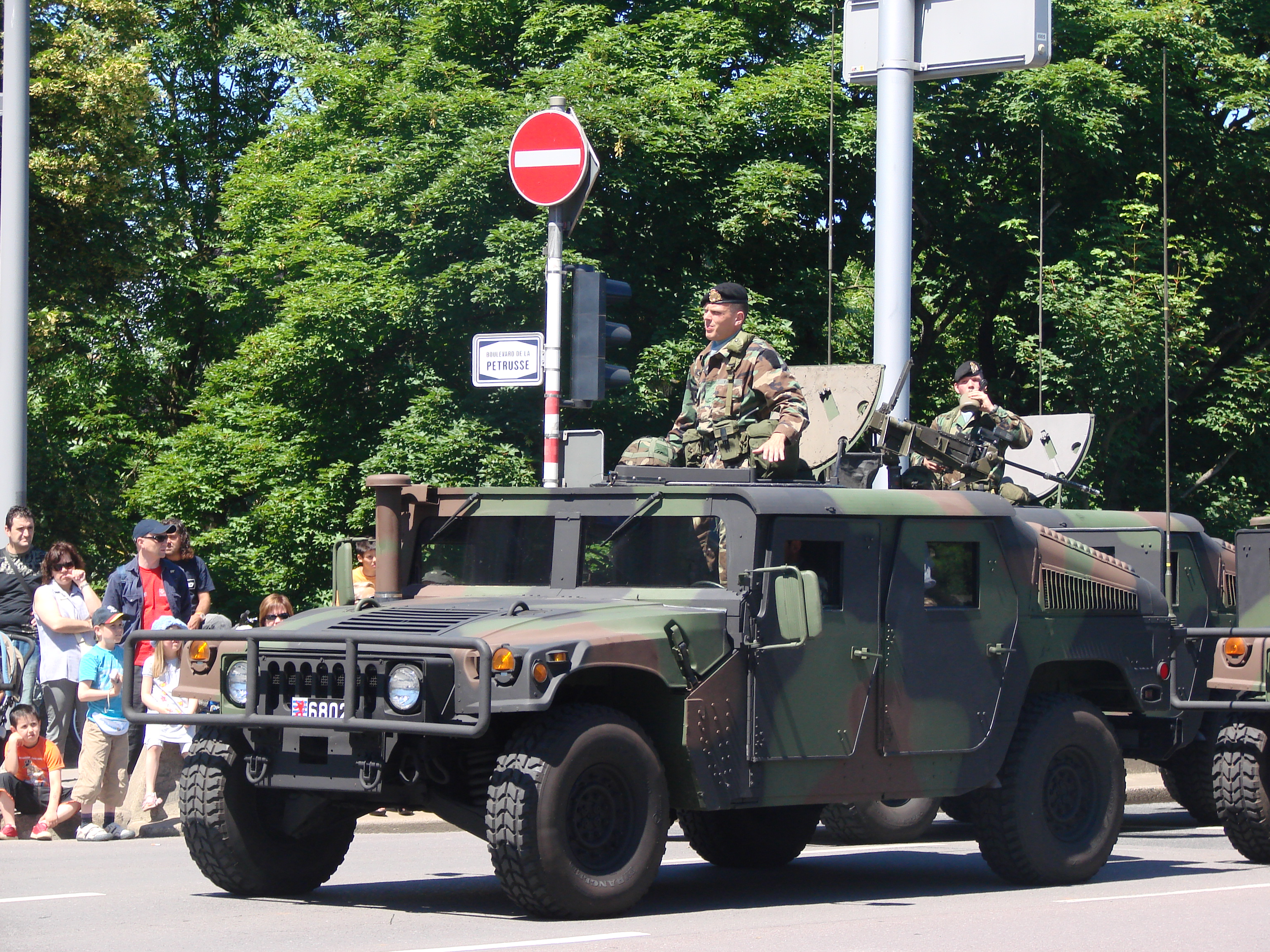
Luxembourgish HMMWV on national day.

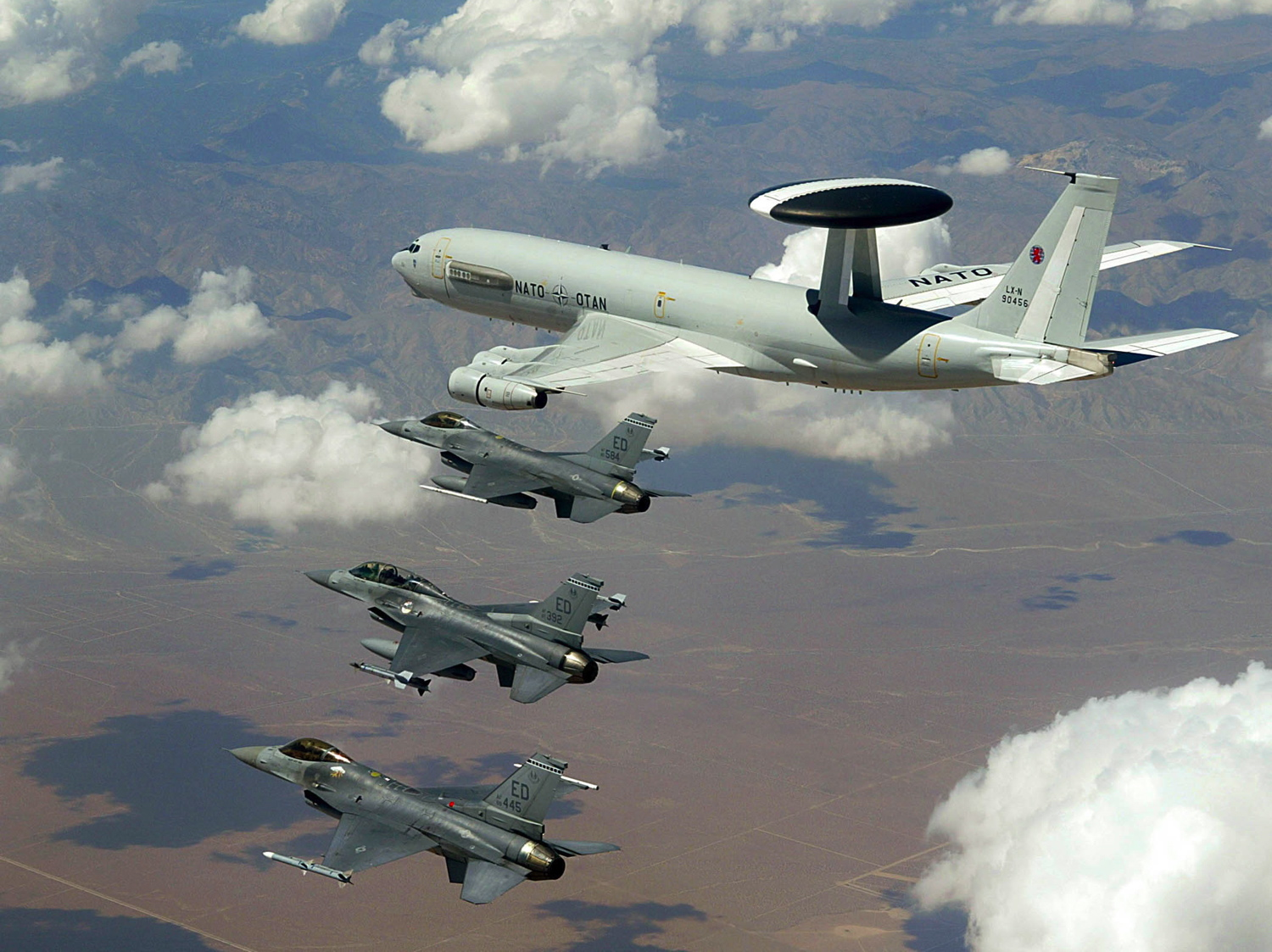
A NATO E-3 with the roundel of Luxembourg painted on its tail.

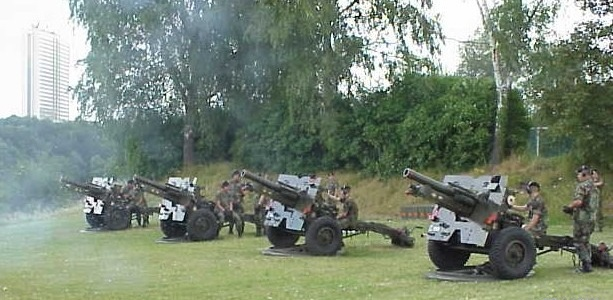
Four Luxembourg 105 mm howitzers.

- جلوك 9x19mm Parabellum pistol (مسدس الخدمة  [لغات أخرى]‏): Replaced براوينغ هاي باور pistol
- شتاير أوج 5.56x45مم ناتو rifle (بندقية الخدمة): Can be fitted with UA/1116 or KITE night sight, replaced إف إن فال rifle
- شتاير أوج 5.56x45mm NATO automatic rifle
- إف إن ماج 7.62×51 ملم ناتو machine-gun: Can be fitted with KITE night sight
- رشاش M2 Browninig .50 BMG
- 105 mm هاوتزر: (Re-barreled أوردنانس 25 رطل guns) for ceremonial purposes
- لاو إم 72 (LAW)
- بي جي إم-71 تاو missiles: Replaced the بندقية إم40 عديمة الارتداد

### مركبات
- هامفي vehicles, armoured and unarmoured (including 42 armoured M1114 HMMWV)[1]
- جيب رانجلر: 15[2]
- MB 300D 4x4 (1st generation)
- MAN X40 trucks 4x4 and 6x6[3]
- إيه تي أف دينغو (protected reconnaissance vehicle): 45[4][5] armed with a.50 M2 Browning machine gun in a Protector remote weapon system  [لغات أخرى]‏, and fitted with Thales observation system
- سكانيا 8x8: 31 partially with ballistic protection system[6][7]

### الطائرات

#### مملوكة لوكسمبورغ
وقد أمرت الحكومة لوكسمبورغ 1 ايرباص A400M طائرات النقل بالتعاون مع مكونات الجو البلجيكي وسوف يتم تسليمها في عام 2019.
| Aircraft         | Origin           | Type      | Versions | Ordered | In service | Notes                                 |
| ---------------- | ---------------- | --------- | -------- | ------- | ---------- | ------------------------------------- |
| إيرباص إيه 400إم | الاتحاد الأوروبي | Transport | A400M    | 1       | 0          | On order due to be delivered in 2019. |

### حلف شمال الأطلسي التي تملكها
حصلت منظمة حلف شمال الأطلسي المعدات 18 E - 3As وتقديم الدعم لقوة حلف شمال الأطلسي للدفاع الجوي. منذ يجب أن يتم تسجيل جميع الطائرات مع دولة معينة، ان هذا القرار اتخذ لتسجيل 18 طائرات الناتو (أواكس) مع لوكسمبورغ، لأنه حتى هذه النقطة لوكسمبورغ لم يكن لديهم قوة جوية. وتم تسليم الأولى للناتو بوينغ إي-3 سينتري في كانون الثاني 1982. حلف شمال الأطلسي في الوقت الحاضر 17 E - 3As هي في المخزون، ومنذ واحد وفقد حلف شمال الأطلسي بوينغ إي-3 سينتري في حادث تحطم طائرة. يتم تسجيل جميع الطائرات 20 من قوة حلف شمال الأطلسي إلى لوكسمبورغ AEW جوية من قبل الطيارين حلف شمال الأطلسي، ومقرها في قاعدة جيلينكيرشين حلف شمال الأطلسي الجوية:
- 2 البضائع المدرب طائرات حلف شمال الأطلسي (TCA)، تعديل بوينغ 707 - 320Cs [10]
- 17 طائرة بوينغ إي-3 سينتري (أواكس) [10]

### معدات الاتصالات
VHF/PR4G: TRC-9100, TRC-9200V, TRC-9300B and TRC-9500

### المعدات السابقة
- كيرباينر 98ك (بندقية) 7.92x57mm IS
- Ross rifle .303 British
- Pattern 1914 Enfield .303 British
- Lee-Enfield .303 British
- FN Model 1949 .30-06 Springfield
- إف إن فال 7.62×51 ملم ناتو
- Webley Revolver .38-200
- براوينغ هاي باور 9x19mm Parabellum
- كولت إم1911 .45 ACP
- ستن 9x19mm Parabellum
- رشاش طومسون .45 ACP
- عوزي 9x19mm Parabellum
- برن .303 British
- FN BAR .30-06 Springfield
- Vickers machine gun .303 British
- براوننغ إم1919 .30-06 Springfield
- إم 60 7.62×51 ملم ناتو
- البندقية بويز المضادة للمدرعات.55 Boys
- سلاح بيات مضاد
- بازوكا
- M18 recoilless rifle
- M20 recoilless rifle
- بندقية إم40 عديمة الارتداد
- 2-inch mortar
- Ordnance ML 3 inch Mortar
- M19 mortar
- M1 mortar
- M2 4.2 inch mortar
- هاون ام ام 81  [لغات أخرى]‏

## جنود بارزة
تيسي أنتوني، من مواليد 1985، هو من بين أعضاء سابقين من الجيش أكثر بروزا لوكسمبورغ. من مارس إلى يوليو 2004 شاركت في مهمة في ميتروفيتشا، يوغوسلافيا السابقة كجزء من القوة الدولية في كوسوفو وقوة حفظ السلام حلف شمال الأطلسي في كوسوفو. في عام 2006 تزوجت من الأمير لويس لوكسمبورغ، ومعه لديها ابنان، والأمراء وغابرييل نوح. هو على غرار انها «ابن الأميرة تيسي Altesse رويال دي لوكسمبورغ»، بعد أن أصبح له رتبة ضابط صف قبل أن يغادر الجيش.

## الهوامش
1. ↑  PICTURE http://www.armyrecognition.com/europe/Belgique/exhibition/Active_Lion/images/Active_Lion_2005_Belgium_Army_10.JPG نسخة محفوظة 12 ديسمبر 2011 على موقع واي باك مشين.
2. ↑  Militaryphotos.net نسخة محفوظة 23 أكتوبر 2014 على موقع واي باك مشين.
3. ↑  PICTURE http://www.armyrecognition.com/europe/Belgique/exhibition/Active_Lion/images/Active_Lion_2005_Belgium_Army_08.JPG نسخة محفوظة 12 ديسمبر 2011 على موقع واي باك مشين.
4. ↑  "Actualités - Lëtzebuerger Arméi". مؤرشف من الأصل في 2014-07-14.
5. ↑  "wort.lu". مؤرشف من الأصل في 2012-02-24.
6. ↑  Commercialmotor.com - Scania gets its call-up papers for over 100 military trucks! Biglorryblog salutes a Swedish 8x8 bruiser[وصلة مكسورة] "نسخة مؤرشفة". مؤرشف من الأصل في 2010-09-04. اطلع عليه بتاريخ 2011-12-30.
7. ↑  Luxembourg Orders Mine, Ballistic Protected Trucks from Scania | Defense Update: نسخة محفوظة 02 يوليو 2011 على موقع واي باك مشين.

## وصلات خارجية
- Luxembourgian Army official website
- History of Luxembourg's Army